# Maroko na Letních olympijských hrách 1992
Maroko na Letních olympijských hrách v roce 1992 ve španělské Barceloně reprezentovala výprava 44 sportovců (43 mužů a 1 žena) soutěžících v 7 sportech.

## Medailisté
| Medaile | Jméno           | Sport    | Soutěž                       |
| ------- | --------------- | -------- | ---------------------------- |
| Zlato   | Khalid Skah     | Atletika | Muži běh na 10 000 m         |
| Stříbro | Rachid El Basir | Atletika | Muži běh na 1 500 m          |
| Bronz   | Mohamed Achik   | Box      | muži váha bantamová do 54 kg |